# 李元元
參數所指定的目標頁面不存在，建議更正成存在頁面或直接建立下列一個頁面（建立前請先搜尋是否有合適的存在頁面可以取代）：
- 李元元 (香港)

李元元（1958年10月—），男，汉族，广东梅县人，中华人民共和国材料学家，第十二届全国人民代表大会代表。

## 生平
1982年6月本科毕业于湖南大学铸造专业，1987年6月硕士毕业于华南理工大学铸造专业（金属材料及热处理方向），1998年7月博士毕业于华南理工大学机械制造专业。
2003至2011年，任华南理工大学校長，期间主持修建了金属材料实验室。
2011年12月，调任吉林大学校长，以接替因贪腐传闻而遭调任的展涛。
2018年11月1日，调任华中科技大学校长。2021年10月至2023年11月，任华中科技大学党委书记。

## 荣誉
2013年当选为中国工程院院士。